# تاريخ من العنف
تاريخ من العنف (بالإنجليزية: A History of Violence)‏ هو فيلم أكشن إثارة من إخراج ديفد كروننبرغ وبطولة فيجو مورتينسين، ماريا بيلو، إد هاريس، ويليام هورت وأشتون هولمز.عرض الفيلم في الولايات المتحدة في 23 سبتمبر 2005.

## روابط خارجية
تاريخ من العنف على موقع IMDb (الإنجليزية)
- تاريخ من العنف على موقع ميتاكريتيك (الإنجليزية)
- تاريخ من العنف على موقع الموسوعة البريطانية (الإنجليزية)
- تاريخ من العنف على موقع روتن توميتوز (الإنجليزية)
- تاريخ من العنف على موقع نتفليكس (الإنجليزية)
- تاريخ من العنف على موقع ألو سيني (الفرنسية)
- تاريخ من العنف على موقع Turner Classic Movies (الإنجليزية)
- تاريخ من العنف على موقع أول موفي (الإنجليزية)
- تاريخ من العنف على موقع بوكس أوفيس موجو (الإنجليزية)
- تاريخ من العنف على موقع فيلمافينيتي (الإسبانية)